# مات سوندرز (لاعب اتحاد الرغبي)
مات سوندرز (بالإنجليزية: Matt Saunders)‏ هو لاعب اتحاد الرغبي نيوزيلندي، ولد في 13 سبتمبر 1982 في أوامرو ‏ في نيوزيلندا.